# Ekboarmia gracilis
Ekboarmia gracilis là một loài bướm đêm trong họ Geometridae.